# Dorsum Higazy
Der Dorsum Higazy ist ein 60 km langer Dorsum auf dem Erdmond. Seine mittleren Koordinaten sind 28° N / 17° W. Er wurde wie viele lunare Örtlichkeiten im Jahr 1976 entdeckt und benannt. Sein Name wurde von ägyptischen Geowissenschaftler Riad Higazy abgeleitet und von der Internationalen Astronomischen Union an deren Generalversammlung in Grenoble genehmigt.